# NoName057(16)
NoName057(16) je proruská hackerská skupina, která je zodpovědná za mnoho DDoS útoků. Skupina provádí politicky motivované útoky na webové stránky vlád, veřejných služeb, telekomunikačních, finančních či dopravních společností.
Poprvé se objevila v březnu 2022, a přihlásila se k odpovědnosti za kybernetické útoky na ukrajinské, americké a evropské webové stránky vládních agentur, médií a soukromých společností. Považuje se za neorganizovanou a svobodnou proruskou aktivistickou skupinu, která se chce zviditelnit v západních zemích.

## Aktivita
Skupina používá pouze DDoS útoky. Svými útoky se chlubí prostřednictvím služby Telegram. Podle analýzy společnosti Avast se chlubí pouze úspěšnými útoky, který je asi 40 %. Podle stejné analýzy se také asi ve 20 % případů chlubí i útoky, se kterými nemá nic společného.
Skupina využívá botnetů vytvořených malwarem Bobik. Využívá také nástroj DDosia a jeho komunitu. Ta má asi 1000 členů, kteří jsou ochotní na útocích spolupracovat za odměnu v podobě kryptoměn. Na některých útocích také spolupracuje s jinými proruskými hackerskými skupinami.

## Motivace
Na kanálu Telegramu byl 11. března 2022 zveřejněn "Manifest", ve kterém se po překladu píše toto:
Zdravím vás, soudruzi! Hackerská skupina NoName057(16) se vydává na válečnou stezku s ukrajinskými sub-hackery a jejich zkorumpovanými sluhy! Tito obdivovatelé neofašistů, kteří se chopili moci na Ukrajině, se snaží zaútočit na internetové zdroje naší země a zastrašit naše krajany svými útoky organizovanými prostřednictvím sociálních sítí a dalších komunikačních kanálů. V reakci na jejich ubohé úsilí provádíme masivní útoky na ukropropagandistické zdroje, které bezostyšně lžou lidem o ruské zvláštní operaci na Ukrajině, stejně jako na webové stránky ukrajinských hackerů, kteří se snaží podporovat neonacistický režim Zelenského a hrstku drogově závislých a nacistů z jeho lůzy! Již jsme provedli několik úspěšných útoků na ukrajinské zdroje, které paralyzovaly přístup uživatelů k nim. A to je jen začátek. Našim nepřátelům chceme připomenout slova slavného ruského velitele Alexandra Něvského: „Kdo k nám přijde s mečem, mečem zahyne!“ Zde budeme hovořit o našich případech a provedených útocích.

## Známé DDoS útoky skupiny

### Ukrajinské stránky
Od března roku 2022 provedla skupina NoName057(16) velkou řadu kybernetických útoků na ukrajinské mediální internetové stránky a portály, jako například: portál Director Media, stránka Odesa Online, nebo informační agentura Konkurent.

### Pobaltské lokality

#### Lotyšsko
Útok DDoS, ke kterému se přihlásila skupina NoName057(16), narušil systém online prodeje jízdenek jízdenek na vlaky na internetových stránkách a v mobilní aplikaci lotyšské společnosti Passenger Train (Pasažieru vilciens). Zástupci společnosti na svém Twitterovém účtu uvedli, že kvůli incidentu museli zastavit prodej vstupenek na webu a v aplikaci.

#### Litva
Dne 21. června 2022 zástupci hackerské skupiny NoName 057(16) oznámili na svém telegramovém kanálu, že se připojují k útokům na webové stránky Litevské republiky. Ve své výzvě vyzvali další komunity proruských hackerů, stejně jako jednotlivé hacktivisty, aby učinili totéž. Hackeři nazvali své činy „pomstou za Kaliningrad“.  V důsledku toho skupina asi za měsíc provedla více než 200 útoků na litevskou internetovou infrastrukturu. Litevské ministerstvo obrany uvedlo, že účastníci útoků byli proruští „dobrovolní aktivisté“. Skupina zaútočila zejména na internetové stránky litevské společnosti Ingstad, internetové stránky litevských letišť[ a další internetové zdroje. Kromě DDOS útoků na litevské stránky se hackerům z NoName057(16) podařilo na jednom z nich provést tzv. deface. V důsledku toho se na hlavní stránce zdroje logistické společnosti ExpressTrip objevila zpráva od hackerů.

#### Estonsko
Dne 7. června 2022 provedl NoName057(16) kybernetický útok na webové stránky estonské centrální banky. Zástupci banky potvrdili skutečnost útoku a zdůraznili, že v důsledku incidentu "externí webové stránky a statistický modul Bank of Estonia nefungovaly z technických důvodů".

#### Česká republika
Během prezidentských voleb v roce 2023 skupina 13. ledna 2023 zaútočila weby prezidentských kandidátů Petra Pavla, Pavla Fischera, Marka Hilšera, Jaroslava Bašty a Danuše Nerudové.
Dne 24. března 2023 došlo k DDoS útoku na web Pražské integrované dopravy. Web byl několik hodin nedostupný. K útoku se přihlásil Noname057(16). Tímto útokem byly zasaženy i webové stránky Ústředního autobusového nádraží Florenc.
30. srpna 2023 a v další dnech došlo k dalšímu kybernetickému útoku na Českou republiku, tentokrát se jednalo o útoky zaměřené zejména na české banky.
31. srpna 2023 byl proveden útok na další banky, například i na samotnou Českou národní banku.
2. září 2023 byl také proveden útok, ale tentokrát na polské banky.
3. září 2023 byl způsoben další výpadek bank. Útoku čelily banky ČSOB, Fio, Raiffeisenbank a Max banka.